# Дерман Ігор Олегович
І́гор Оле́гович Де́рман (* 1993) — старший лейтенант Збройних сил України, учасник російсько-української війни. Призер Ігор Нескорених-2023.

## З життєпису
Проживав а місті Бердичів. 2009 року поступив у військовий навчальний заклад; хотів брати участь в миротворчих місіях. Обрав для себе місце служби Чугуїв на Харківщині й потім уже опинився там по розподілу. Там була база підготовки контингенту, який вибуває на миротворчі місії. Закінчив навчання 2014 року. Тому 2015 року поїхав в місто Щастя Луганської області.
Заїхали в Щастя у березні 2015-го, їх обстріляли «Ураганами». Вперше взяв участь в бою на ТЕЦ; якраз під час заміни особового складу — одне з відділень розташовувалося на насосній станції. В Луганській області до червня 2016-го; звідти поїхав на посаді командира роти. В червні поїхали на навчання, злагодження, відновлення. Його рота отримала 10 нових БТР-4Е; у вересні 2016 року виїхали в Донецьку область — 10 жовтня зайшли в Мар'їнку. Перед тим як завести підрозділ на позиції, Ігор їздив туди на рекогносцировку і ночував декілька днів — щоб зрозуміти, що відбувається на тій ділянці. 15 січня 2017 року коли відходили назад, йшов другим, по слідах; і підірвався.
Його вивезли в поїзді, вночі дзвонив брат, запитав, що сталося, мама переживала. Ногу довелося ампутувати через сепсис. Два роки не міг знайти себе після втрати правої ноги. Почав втрачати зв'язок з реальністю;, зрештою звернувся до психолога.
До повномасштабного вторгнення займався доставкою автомобілів з США та Грузії; ще з братом мав ресторанчик доставки бургерів.
В лютому 2022 року мобілізований. З початку повномасштабного вторгнення призивався рядовим у стрілецький взвод в Києві, бо не було посад. Коли було розподілення, частину особового складу направили у Чернігів; частину — у Рівне. Йому запропонували посаду командира роти знову.
Проживає в Житомирській області. Батько і старший брат також добровольцями воювали в АТО.
На Іграх Нескорених-2023 в складі української команди виборов срібло на естафеті з плавання — Іван Молдун, Юлія Паєвська, Назар Вознюк, Олександр Пономарьов, Ігор Дерман та Євгеній Кірейонок.

## Нагороди
- медаль «Захиснику Вітчизни» — За особисту мужність, виявлену у захисті державного суверенітету та територіальної цілісності України, самовіддане виконання військового обов'язку[2]